# Cú Chongelt mac Con Mella
Cú Chongelt mac Con Mella (mort en 724?) est un roi des Uí Cheinnselaigh du sud Leinster ou « Laigin Desgabair ». Il est issu du sept Sil Máeluidir de cette lignée du  Laigin, qui occupait les futures baronnies de Shelmalier et les bas cours de la rivière Slaney  dans l'actuel comté de Wexford

## Contexte
Son dernier ancêtre paternel à avoir occupé le trône était  Éogan Cáech mac Nath Í qui devait vivre au début du VIe siècle et dont
Cú Chongelt était le descendant à la 6e génération. Cú Chongelt était l'arrière-petit-fils de  Máel Odor mac Guairi, le fondateur éponyme
de son sept
Cú Chongelt accède au trône à la mort de son cousin issu de germain Bran ua Máele Dúin lors de la bataille de Áth Buichet en 712 pendant un combat interne entre les Uí Cheinnselaig. On ne sait pas avec certitude quand se termine son règne. La Liste de rois du  Livre de Leinster lui accorde un règne de 5 années soit 
712-717. L' historien Mac Niocaill associe sa mort avec l'obit d'un certain Cú Chongelt en 724 dans les  Annales d'Ulster. Son frère Laidcnén mac Con Mella (mort en 727) lui succède.

## Sources
- Annales d'Ulster CELT: Corpus of Electronic Texts at University College Cork
- Annales d'Innisfallen CELT: Corpus of Electronic Texts at University College Cork
- (en) Francis John Byrne (2001), Irish Kings and High-Kings, Dublin: Four Courts Press,  (ISBN 978-1-85182-196-9)
- (en) Gearoid Mac Niocaill, Ireland before the Vikings, Dublin, Gill and Macmillan, 1972